# Virgo prudentissima
Virgo prudentissima ist eine Motette von Heinrich Isaac aus dem Jahr 1507. Der Text wurde von Georg von Slatkonia verfasst, dem kaiserlichen Hofkapellmeister der Wiener Hofmusikkapelle, der später Bischof von Wien wurde.
Die Motette wurde vermutlich 1507 während des Konstanzer Reichstags uraufgeführt und gilt als Beispiel einer an einen bestimmten Anlass gebundenen Staatsmotette. Die Choralmelodie wird als Cantus firmus benutzt, die auch die übrigen Stimmen durchdringt.
Erstmals gedruckt wurde die Motette 1520 in Ludwig Senfls Liber selectarum cantionum. Die darin enthaltenen Fürbitten für Kaiser Maximilian I. wurden in der Überlieferung der Sixtinischen Kapelle auf den katholischen Glauben umgeschrieben. In einem evangelischen Druck des Nürnberger Verlegers Hans Ott von 1538 wurde Maximilian I. durch Karl V. und die Marienhuldigung durch eine Anrufung Christi ersetzt.